# 1188 Ґотландія
1188 Ґотландія (1188 Gothlandia) — астероїд головного поясу, відкритий 30 вересня 1930 року.
Тіссеранів параметр щодо Юпітера — 3,647.